# Jack Good
Jack Good (* 7. August 1931 in Greenford, Middlesex, England; † 24. September 2017 in Oxfordshire, England) war ein britischer Fernsehproduzent und Manager. Er war als Manager von Popstars wie Tommy Steele, Marty Wilde und Billy Fury Ende der 1950er und Anfang der 1960er Jahre eine der einflussreichsten Persönlichkeiten des Musikbusiness.

## Leben

### Studium und Ausbildung
Jack Good studierte in London an der Musik- und Schauspielschule Academy of Music and Drama und war später Vorsitzender der Schauspieltruppe der Universität Oxford, Oxford University Drama Society. 1955 spielte er im Londoner Haymarket Theater in The Queen and the Rebels; im Jahr darauf trat er gemeinsam mit Trevor Peacock als Comedy-Duo auf. Ebenfalls 1956 heiratete er die deutsche Studentin Margit Tischer. Kurze Zeit später wurde er als Produzent bei der BBC angestellt.

### Goods erste Shows
Good rief bei der BBC die erste Fernsehshow (Six-Five Special) ins Leben, die sich speziell an ein jugendliches Publikum richtete. Nach einem Streit mit BBC-Verantwortlichen ging er zu ITV und kreierte dort die Rock-’n’-Roll-Show Oh Boy! – eine Art Vorgänger von Top of the Pops. In dieser Show traten Stars und Newcomer aus der britischen Popmusikszene auf; musikalischer Leiter bei Oh Boy! war Harry Robinson mit den Lord Rockingham’s XI.

### Good und Cliff Richard
Jack Good war aber auch dafür verantwortlich, dass Cliff Richard zum Star wurde. Wie Richard selbst schrieb: „Fernsehen, das bedeutete Produzent Jack Good, und Platten, das war Norrie (Norrie Paramor von EMI) – sie machten meine Karriere.“ Good hatte die erste Single von Cliff Richard & the Drifters gehört, Schoolboy Crush – und entschieden, dass die B-Seite Move It der Hit sein müsste, den die Band in seiner Show vortragen sollte. Nach diesem Auftritt machte EMI Move It zur A-Seite – und der erste Cliff Richard-Hit war auf dem Weg in die Charts.
Weitere Fernsehshows, die Good später in London produzierte, waren Boy Meets Girls und Wham!. Daneben produzierte er auch Schallplatten, so Billy Furys LP Sound of Fury (1960).

### Good in den USA
1962 ging Good in die USA, wo er zwischenzeitlich sein Geld wieder als Schauspieler verdiente – er spielte am Broadway in C.P. Snows The Affair und war 1967 als Hotelbesitzer in Elvis Presleys Film „Nur nicht Millionär sein“ (Clambake) zu sehen.
Nachdem Brian Epstein ihn 1964 ein Fernsehspecial für die Beatles, Around the Beatles, produzieren ließ, setzte er für das US-amerikanische Fernsehen sein Konzept von Oh Boy! noch einmal neu um; Shindig wurde eine der einflussreichsten Musiksendungen im US-Fernsehen der 1960er Jahre, die Stars wie Sonny & Cher oder die Righteous Brothers hervorbrachte.
1968 produzierte Good in Los Angeles das Rockmusical Catch My Soul, das auf William Shakespeares Othello basierte. Jerry Lee Lewis spielte Iago. Als das Stück in London aufgeführt wurde, spielte P. J. Proby den Iago – und Good selbst die Titelrolle. Eine Filmversion von Regisseur Patrick McGoohan erschien 1974.
Danach machte Good, der nun in Santa Fé lebte, Fernsehshows mit und über Stars wie Andy Williams oder The Monkees. 1970 gewann er einen Emmy, als er Ray Charles, Jethro Tull, The Nice und das Philharmonische Orchester von Los Angeles zu einem Klassikpop-Special zusammenbrachte.

### Good zurück in England
Wieder in England brachte er das biografische Musical Elvis auf die Bühne (erneut mit Proby und mit Shakin’ Stevens). 1979 machte Good aus Oh Boy! ein Bühnenstück, das in London aufgeführt wurde. Anschließend wurde die Serie für das britische Fernsehen wiederbelebt und von 1979 bis 1980 ausgestrahlt. 1981 folgte mit Let’s Rock eine ähnlich gelagerte Sendung, die das Rockabilly–Revival ausnutzte.
Nachdem er sich in den 1980er Jahren als Maler versucht hatte, kam 1992 sein Musical Good Rockin’ Tonight in London auf die Bühne. Die Geschichte war der Lebensgeschichte Jack Goods nachempfunden – eine grandiose Show mit den Hits der 1950er und 1960er.

## Zitat
Schon im Januar 1959, als das Musikfernsehen noch in den allerkleinsten Kinderschuhen steckte, wusste Good:

“It will become the standard practice for every artist to make a film of themselves performing their record. These short films will be sent to TV producers for their programmes … it would not be a disc at all but a videotape. You would play it on your television, which would have a recorder-like attachment, which would also allow you to record your favourite TV programmes.”

„Es wird für alle Künstler Standard werden, dass sie einen Film von sich machen, in dem sie ihre Schallplatte vorstellen. Diese kurzen Filme werden sie an Fernsehproduzenten schicken für deren Sendungen … Das wird dann nicht als Platte sein, sondern als Videoband. Man spielt es auf dem Fernsehgerät ab, das eine Art Rekorder haben wird, mit dem man auch seine Lieblingssendung aufnehmen kann.“